# Babel (Spiel)
Babel ist eine Mischung zwischen Brett- und Kartenspiel von den Spieleautoren Uwe Rosenberg, der vor allem durch das Kartenspiel Bohnanza bekannt geworden ist, und Hagen Dorgathen. Babel erschien 2000 in Deutschland bei Kosmos, in den USA bei Rio Grande Games, in Frankreich bei Tilsit und in den Niederlanden bei 999 Games. Beim Spiel des Jahres 2001 wurde Babel auf die Auswahlliste aufgenommen, zudem wurde es beim österreichischen Spiel der Spiele 2001 als „Spiele Hit für Zwei“ ausgezeichnet.

## Das Spiel
Das Spiel symbolisiert die architektonisch herausragende Stadt Babylon, welche zum einen bekannt ist für die Hängenden Gärten der Semiramis, als auch für die biblische Erzählung des Turmbaus zu Babel. Die Spieler bauen im Verlauf des Spiels Tempel an den Flüssen Euphrat und Tigris. Den Spielern stehen dafür Aktionskarten zur Verfügung, welche im Spiel als Völkerkarten bezeichnet werden und sich in deren Aktionsmöglichkeiten unterscheiden. Durch gezielten Einsatz der Aktionskarten wird es dem Spieler ermöglicht im Verlauf des Spiels eine Strategie zu entwickeln.

### Material
Zum Inhalt des Spieles gehören neben einer Spielanleitung:
- 2 Spielfiguren
- 45 Tempelkarten in verschiedenen Baustufen
- 60 Völkerkarten, je 12 Karten Meder, Sumerer, Hethiter, Perser und Assyrer
- 1 Spielbrett mit 5 Orten sowie 5 Tempelbauplätzen für jeden Spieler und 1 Ablagefläche für den Stapel der Tempelkarten, der sogenannte Bauhof.

### Spielaufbau
Die Spieler wählen eine Seite des Spielbretts und erhalten eine Spielfigur. Jedem Spieler stehen somit 5 Tempelbauplätze zur Verfügung, die jeweils gegenüber den gegnerischen Bauplätzen liegen. Dazwischen werden die farblich passenden Völkerkarten abgelegt. Am sogenannten Bauhof werden die Tempelkarten platziert.

### Spielverlauf
Zu Beginn jedes Zuges nimmt sich der Spieler Völkerkarten vom Kartenstapel, durch welche der gesamte Spielablauf gesteuert wird. Mit Hilfe der Völkerkarten kann der Spieler seine Spielfigur bewegen, an den Bauplätzen Tempel bauen oder die spezifischen Völkereigenschaften nutzen.
In einem zweiten Schritt kann der Spieler verschiedene Aktionen in beliebiger Reihenfolge und Wiederholung ausführen. Meistens darf er eine Aktion jedoch nur dort setzen, wo seine eigene Spielfigur steht.
Die Bedingungen des Tempelbaus sind:
- Ein Tempel darf nur in numerischer Reihenfolge aufgebaut werden, d. h., nach einer Tempelkarte des Werts eins darf nur eine des Werts zwei angebaut werden.
- Es müssen an diesem Bauplatz mindestens so viele Völkerkarten ausliegen, wie die Baustufe beträgt.
- Die passende Tempelkarte muss am Bauhof als oberste Karte ausliegen.
- Die eigene Spielfigur muss am entsprechenden Bauplatz stehen.

Pro Zug darf der Spieler nur einmal eine Völkerwanderung durchführen, d. h., er darf die letzten drei der am Bauplatz ausliegenden Völkerkarten, an einen anderen Platz legen. Das kann dazu dienen, dass der Spieler an diesem Platz drei Karten mehr hat und dort höhere Tempel bauen kann, oder dass er dann drei gleiche Völkerkarten aneinander liegen hat. In diesem Fall darf er die Völkerfähigkeit der Karte einsetzen. Dies ist zum Beispiel der „Tempeleinsturz“, bei dem der gegnerische Tempel komplett zerstört wird, oder ein „Baustufenraub“, bei dem der Gegner eine höhere Baustufe abgeben muss, die dann auf den Tempel des Spielers zur Anwendung kommt. Diese Phase ist vorüber wenn keine Aktionen mehr möglich, bzw. gewollt sind oder wenn die Spieler keine Handkarten mehr besitzen. In der dritten Phase werden auf dem Bauhof neue Tempelkarten ausgelegt.
Das Spiel endet, sobald ein Spieler mindestens 15 Punkte und seine Gegner weniger als 10 Punkte erreicht haben. Wenn ein Spieler bereits 10 oder mehr Punkte auf seinem Konto hat, wird solange weitergespielt, bis ein Spieler mehr als 20 Punkte erzielt. Oder das Spiel endet, wenn ein Spieler wieder unter 10 Punkte fällt, unabhängig davon ob der andere Spieler noch über 15 Punkte verbucht. Wenn keiner dieser Fälle eintritt und alle Tempelkarten aufgebraucht wurden, gewinnt der Spieler mit den meisten Punkten.